# Chapsa indica
Chapsa indica är en lavart som beskrevs av A. Massal. Chapsa indica ingår i släktet Chapsa och familjen Graphidaceae.   Inga underarter finns listade i Catalogue of Life.